# 황귀비

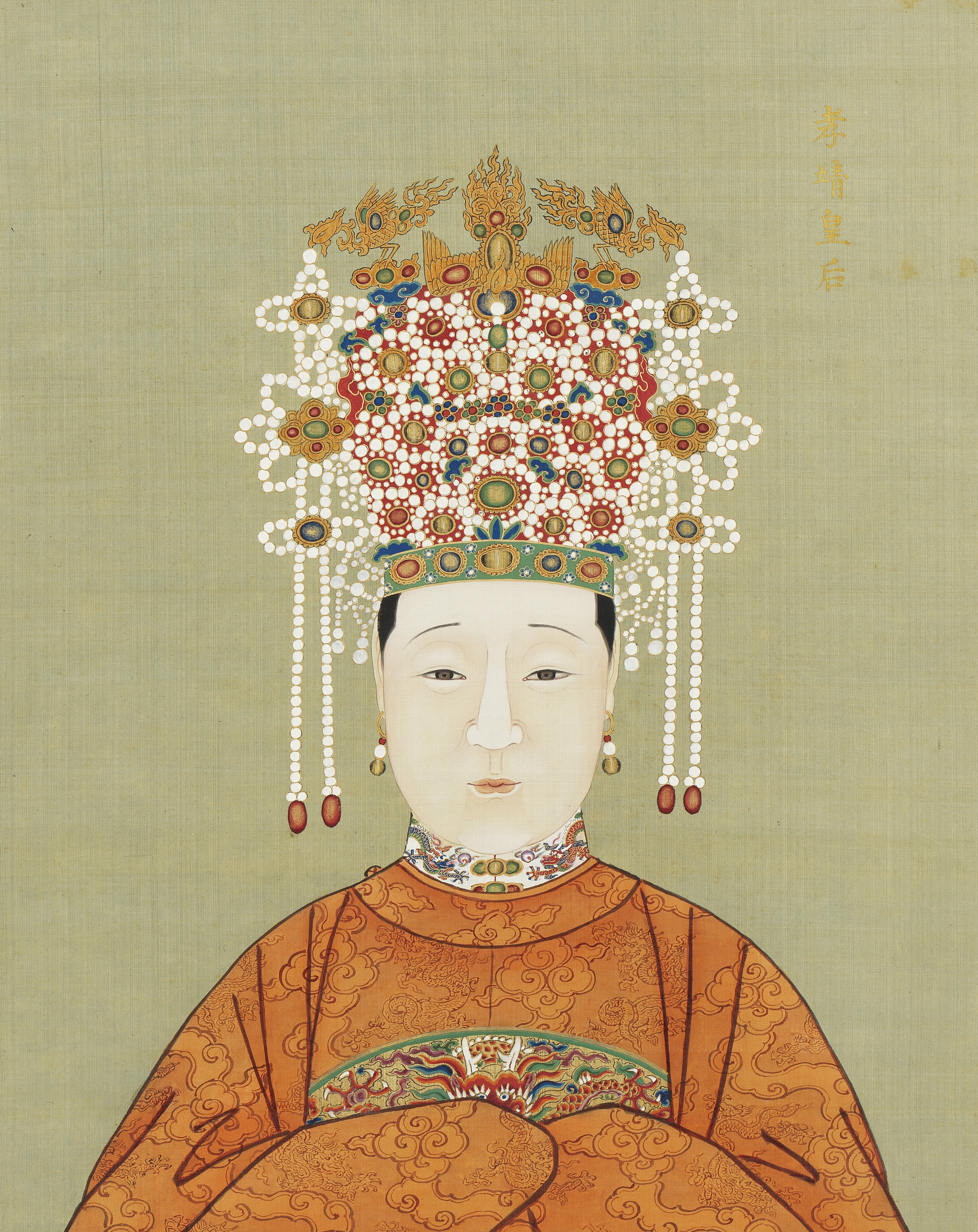

황귀비(皇貴妃)는 명(明)·청(淸)·대남(大南)·대한 제국의 황제의 후궁의 작위 중 하나이다. 명나라 7대 황제인 대종 경태제 때 창안되어 황후(皇后)에 준하는 으뜸 후궁의 지위에 놓였다.

## 유래
명의 기본적인 후비 제도는 6궁으로 한 명의 정궁(正宮)인 황후(皇后) 아래 후궁인 비(妃)를 둔다. 초기엔 비 중 귀비(貴妃)를 으뜸으로 두었으며, 그 외의 비는 전 황조처럼 호(號)를 정해둔 것이 아니라 숙비, 영비, 현비, 공비, 신비, 강비, 장비, 유비 등 임의로 선택하여 차등을 두지 않았다. 토목의 변으로 적군의 포로가 된 이복 형 정통제를 대리해 임시 황제로 즉위한 명나라 7대 황제 경태제는 자신의 정통성을 부정하는 존재인 황태자 주견심(정통제의 아들, 훗날의 성화제, 경태제 즉위 당시 3세)을 폐위하고 자신의 서자 주견제(회헌태자)를 황태자로 책봉하는데, 이 과정 중에 경태제의 조강지처인 황후 왕씨(汪氏, 훗날 효연경황후로 추존)가 태자 주견심을 지지하여 폐출되고 주견제의 생모이자 경태제의 총희였던 항귀비(杭貴妃: 숙효경황후)가 새로이 황후로 승격됐다. 항씨는 황후로 등극한 지 5년 만인 경태 7년에 병사했는데 이때 새로이 등장하여 빼어난 자태로 경태제의 총애를 차지하게 된 여인이 당씨(唐氏)이다. 갓 황후가 사망한 탓에 당씨를 즉시 황후로 삼을 수 없었던 경태제는 그녀를 위해 황후와 후궁 사이의 새로운 작위를 만들어 황후 대리로서 육궁을 총괄토록 하는데 이 작위가 황후(皇后)와 귀비(貴妃: 명나라 후궁 중 으뜸 작위)의 복합어인 황귀비(皇貴妃)이다. 그러나 이 작위는 고작 1년도 되지 않아 폐지되고 마는데, 경태 8년에 정통제(복위 후 천순제로 제호 교체)가 복위하면서 자신 부자(父子)를 능멸했던 이복 아우 경태제의 재위 연간에 이뤄진 것들을 무효화하며 황귀비의 작위 역시 부정되었기 때문이다. 황귀비 당씨는 경태제가 친왕(親王)으로 강봉될 때 시첩(侍妾: 친왕의 후궁)으로 강봉되었다가 얼마 뒤 경태제가 돌연사하자 다른 후궁들과 함께 강제로 순장되었다.
황귀비의 작위가 다시 쓰이기 시작한 건 천순제의 아들로서 다음 황위에 오른 성화제의 재위 말년부터이다. 성화 23년(1487년), 성화제의 보모 출신 총희였던 귀비 만씨가 사망하자 패륜이라는 질시에도 불구하고 그녀를 지극히 사랑했던 성화제는 자신을 핍박했던 숙부 경태제가 창제했던 황귀비 작위를 부활하여 귀비 만씨를 준국모 격인 황귀비로 추증했다. 이것을 전례 삼아 성화제의 손자인 가정제는 가정 18년에 후궁인 소비(昭妃) 왕씨의 아들 주재예를 황태자로 책봉하면서 왕씨를 황귀비로 승봉했으며, 다음 해인 가정 19년에는 일찍이 가정제의 장남으로서 사후 황태자로 추시했던 애충태자 주재기의 생모 귀비 염씨가 사망하자 황귀비로 추증해줬다. 이러한 배경으로 이후 황귀비의 작위는 명나라의 정식 제도로 정착되었으며, 청나라에선 처음엔 쓰지 않다가 3대 황제인 세조 순치제가 차용한 이래로 제도화된다. 한국에선 대한제국에서 한 차례 쓰여졌다.

## 명나라의 황귀비

### 역대 황귀비
- 7대 대종 경태제

1. 황귀비 당씨(皇貴妃 唐氏)[歷 1] : 황귀비 책봉(경태 7년 ~ 경태 8년) - 황후 예정자로 추정

- 8대 헌종 성화제[2]

1. 공숙황귀비 만씨(恭肅端愼榮靖皇貴妃 萬氏)[歷 2] : 사후 추증(성화 23년)

- 11대 세종 가정제

1. 단화황귀비 왕씨(端和恭順溫僖皇貴妃 王氏)[歷 3] : 황귀비 책봉(가정 18년 ~ ) - 황태자의 생모 자격
2. 영안황귀비 염씨(榮安惠順端僖皇貴妃 閻氏)[歷 4] : 사후 추증(가정 19년)
3. 장순황귀비 심씨(莊順安榮貞靜皇貴妃 沈氏)[歷 5] : 사후 추증(만력 9년)

- 13대  신종 만력제[3]

1. †공각황귀비 정씨(恭恪惠榮和靖皇貴妃 鄭氏)[歷 6] : 황귀비 책봉(만력 14년 ~ ) - 황태자 예정자 생모 자격[註 1]
2. †공순황귀비 이씨(恭順榮莊端靜皇貴妃 李氏)[歷 7] : 사후 추증(만력 25년)
3. †온숙황귀비 왕씨(溫肅端靖純懿皇貴妃 王氏)[歷 8] : 황귀비 책봉(만력 34년 ~ ) - 황태자의 생모 자격[註 2]

- 14대 광종 태창제[3]

1. 황귀비 이씨(皇貴妃 李氏)[歷 9] : 황귀비 지명[註 3](태창 즉위년) - 황후 예정자로 추정

- 15대 희종 천계제

1. 황귀비 범씨(皇貴妃 范氏)[歷 10] : 황귀비 책봉(천계 3년 ~) - 황태자 생모 자격
2. 황귀비 임씨(皇貴妃 任氏)[歷 11] : 황귀비 책봉(천계 5년) - 황태자 생모 자격
3. 황귀비 왕씨(皇貴妃 王氏)[歷 12][註 4] : 미상

- 16대 의종(사종) 숭정제[3]

1. 공숙황귀비 전씨(恭淑端惠靜懷皇貴妃 田氏)[歷 13] : 사후 추증

※ 봉증 순서로 나열. 굵은 글씨는 생전에 책봉식을 거행한 정식 황귀비. †는 황후·황태후·태황태후 봉증(封增)

## 청나라의 황귀비

### 역대 황귀비
- 3대 세조 순치제[4]

1. †황귀비 동악씨(皇貴妃 董鄂氏, 1639 ~ 1660)[歷 14] : 황귀비 책봉(순치 13년 ~ 순치 17년)

- 4대 성조 강희제[4]

1. †황귀비 동가씨(皇貴妃 佟佳氏, 1656 ~ 1689)[歷 15] : 황귀비 책봉(강희 20년 ~ 강희 28년) - 황후 대리
2. 경민황귀비 장가씨(敬敏皇貴妃 章佳氏)[歷 16] : 후대에 추숭(옹정 초년)
3. 각혜황귀비 동가씨(慤惠皇貴妃 佟佳氏, )[歷 17] : 후대에 봉숭(옹정 2년) - 효의인황후 여동생
4. 돈이황귀비 과이가씨(惇怡皇貴妃 瓜爾佳氏, 1683 ~ 1768)[歷 18] : 후대에 봉숭(건륭 8년)

- 5대 세종 옹정제[4]

1. 돈숙황귀비 연씨(敦肅皇貴妃 年氏)[歷 19] : 죽기 전 황귀비 특진(옹정 3년)
2. 순각황귀비 경씨(純愨皇貴妃 耿氏)[歷 20] : 후대에 봉숭(건륭 43년)

- 6대 고종 건륭제[4]

1. 철민황귀비 부찰씨(哲憫皇貴妃 富察氏)[歷 21] : 사후 추증(건륭 10년)
2. 혜현황귀비 고가씨(慧賢皇貴妃 高佳氏)[歷 22] : 죽기 전 황귀비 특진(건륭 10년)
3. †황귀비 휘발나랍씨(皇貴妃 烏拉那拉氏)[歷 23] : 황귀비 책봉(건륭 13년 ~ 건륭 15년) - 황후 예정자
4. 숙가황귀비 금가씨(淑嘉皇貴妃 金佳氏)[歷 24][註 5] : 사후 추증(건륭 20년)
5. 순혜황귀비 소씨(純惠皇貴妃 蘇氏)[歷 25] : 죽기 전 황귀비 특진(건륭 25년)
6. †영의황귀비 위가씨(令懿皇貴妃 魏佳氏)[歷 26] : 황귀비 책봉(건륭 30년 ~ 건륭 40년) - 황후 대리
7. 경공황귀비 육씨(慶恭皇貴妃 陸氏)[歷 27] : 후대에 추숭(가경 3년)

- 7대 인종 가경제[4]

1. †황귀비 뉴호록씨(皇貴妃 鈕祜祿氏)[歷 28] : 황귀비 책봉(가경 2년 ~ 가경 6년) - 황후 내정자
2. 화유황귀비 유가씨(和裕皇貴妃 劉佳氏)[歷 29] : 후대에 봉숭(도광 즉위년)
3. 공순황귀비 뉴호록씨(恭順皇貴妃 鈕祜祿氏)[歷 30] : 후대에 봉숭(도광 26년)

- 8대 선종 도광제[4]

1. †황귀비 뉴호록씨(皇貴妃 鈕祜祿氏)[歷 31] : 황귀비 책봉(도광 13년~도광 14년) - 황후 내정자
2. †황귀비 박이제길특씨(皇貴妃 博爾濟吉特氏)[歷 32] : 황귀비 책봉(도광 21년) - 황후 내정자.[註 6]
3. 장순황귀비 오아씨(莊順皇貴妃 烏雅氏)[歷 33] : 후대에 봉숭(동치 즉위년)

- 9대 문종 함풍제[4]

1. 장정황귀비 타타랍씨(莊靜皇貴妃 他他拉氏)[歷 34] : 황귀비 책봉(함풍 11년 ~)
2. †황귀비 엽혁나랍씨(皇貴妃 葉赫那拉氏)[歷 35] : 후대에 봉숭(광서 즉위년)
3. 단각황귀비 동가씨(端恪皇貴妃 佟佳氏)[歷 36] : 후대에 추숭(선통 즉위년)

- 10대 목종 동치제[4]

1. 숙신황귀비 부찰씨(淑愼皇貴妃 富察氏)[歷 37][註 7] : 황귀비 책봉(동치 13년 ~) - 서태후의 총애로 특진
2. 장화황귀비 아로특씨(莊和皇貴妃 阿魯特氏)[歷 38][註 8] : 후대에 봉숭(선통 즉위년)
3. 경의황귀비 혁사리씨(敬懿皇貴妃 赫舍里氏)[歷 39] : 후대에 봉숭(선통 즉위년)
4. 영혜황귀비 서림각라씨(榮惠皇貴妃 西林覺羅氏)[歷 40] : 후대에 봉숭(1913년)[註 9]

- 11대 덕종 광서제[4]

1. 각순황귀비 타타납씨(恪順皇貴妃 他他拉氏)[歷 41] : 후대에 추숭(선통 즉위년)
2. 단강황귀비 타타납씨(端康皇貴妃 他他拉氏)[歷 42] : 후대에 봉숭(1922년)[註 9]

※ 봉증 순서로 나열. 굵은 글씨는 사망을 전후한 특진·추증·후대의 봉증을 제한 정식 황귀비. †는 황후 봉증(封增)

## 대남제국의 황귀비

### 역대 황귀비
- 4대 익종 사덕제

1. 려천영황후 무춘씨(儷天英皇后 武春氏)[歷 43]: 황귀비 책봉(사덕 23년 ~ 35년)

- 9대 경종 동경제

1. 보천순황후 완유씨(輔天純皇后 阮有氏)[歷 44]: 황귀비 책봉(동경 원년 ~ 마지막 년)

- 10대 폐위 성태제

1. 황귀비 완씨(皇貴妃 阮氏)[歷 45] : 황귀비 책봉(성캐 9년 ~ 마지막 년)

## 대한제국의 황귀비
- 1대 고종 광무제

1. 순헌황귀비 엄씨[歷 46] : 황귀비 책봉(광무 7년)[5][6]

## 연혁
1. ↑  후궁 입궁(경태 7년) → 황귀비 책봉(경태 7년) → 시첩(侍妾: 친왕 이하인 자의 후궁) 강봉(천순 원년)
2. ↑  유모(乳母, 궁녀) → 답응(答應) → 귀비(貴妃) → 사후 황귀비 추증(성화 23년)
3. ↑  장빈(莊嬪) → 소비(昭妃) → 아들 주재예의 황태자 책봉으로 황귀비로 책봉(가정 18년)
4. ↑  여빈(麗嬪) → 여비(麗妃) → 귀비(貴妃, 가정 15년) → 사후 황귀비 추증(가정 19년)
5. ↑  희빈(僖嬪) → 신비(宸妃) → 귀비(貴妃, 가정 15년) → 사후 황귀비 추증(만력 9년)
6. ↑  숙빈(淑嬪) → 덕비(德妃) → 귀비(貴妃) → 황귀비 책봉(만력 14년) → 효연태황태후 추존(손자 홍광제 즉위 후)
7. ↑  경비(敬妃) → 사후 황귀비 추증(만력 25년) → 효경태황태후 추존(손자 영력제 즉위 후)
8. ↑  태후전 궁녀 → 공비(恭妃) → 황귀비 책봉(만력 34년) → 효정황태후 추존(손자 천계제 즉위 후)
9. ↑  선시(選侍: 태자의 후궁 중 하나)→황귀비 지명(태창 즉위년) → 선시(천계 즉위년) → 강비(康妃, 천계 4년)
10. ↑  혜비(慧妃, 천계 2년)→아들 주자육(도회태자)의 생산으로 황귀비로 책봉(천계 3년)
11. ↑  용비(容妃)→아들 주자경(헌회태자)의 생산으로 황귀비로 책봉(천계 5년)
12. ↑  양비(良妃, 천계 즉위년)→황귀비 책봉(연대 미상)
13. ↑  시첩(侍妾)→예비(禮妃, 숭정 즉위년)→귀비(?)→사후 황귀비 추증
14. ↑  현비(賢妃, 순치 13년 8월)→황귀비(순치 13년 12월)→사후 황후 추존
15. ↑  귀비→황귀비(강희 20년)→죽기 직전 황후 책립, 책봉식 못함(강희 28년)
16. ↑  서비(庶妃=하급 후궁)→사후 매비(敏妃) 추증(강희 38년)→황귀비 추존(옹정 초년)
17. ↑  귀비(강희 39년)→황귀비 봉숭(옹정 2년)
18. ↑  화빈(和嬪, 강희 39년)→화비(和妃, 강희 57년)→귀비 봉숭(옹정 2년)→귀태비 봉숭(건륭 원년)→황귀태비 봉숭(건륭 8년)→사후 황귀비 추시(건륭 33년)
19. ↑  측복진(側福晉)→귀비(貴妃, 옹정 원년)→죽기 직전 황귀비로 진봉(옹정 3년)
20. ↑  격격(格格)→유빈(裕嬪, 옹정 원년)→유비(裕妃, 옹정 8년)→귀태비 봉숭(건륭 2년)→황귀태비 봉숭(건륭 43년)→사후 황귀비 추시(건륭 49년)
21. ↑  서복진(庶福晉)→철비(哲妃) 추증(건륭 원년)→황귀비 추증(건륭 10년)
22. ↑  사녀(使女)→측복진(側福晉)→귀비(貴妃, 건륭 2년)→사망 직전 황귀비로 진봉(건륭 10년)
23. ↑  측복진(側福晉)→한비(嫻妃, 건륭 2년)→귀비((嫻貴妃, 건륭 10년)→황귀비(건륭 13년)→황후(건륭 15년)→폐후(건륭 30년)→사후 황귀비 예우(건륭 31년)
24. ↑  귀인(貴人)→가빈(嘉嬪, 건륭 2년)→가비(嘉妃, 건륭 6년)→귀비(건륭 13년)→황귀비 추증(건륭 20년)
25. ↑  서복진(庶福晉)→순빈(純嬪, 건륭 원년)→순비(純妃, 건륭 2년)→순귀비(純貴妃, 건륭 10년)→죽기 직전 황귀비로 진봉(건륭 25년)
26. ↑  귀인(貴人, 건륭 10년)→영빈(令嬪, 건륭 10년)→영비(令妃, 건륭 14년)→영귀비(令貴妃, 건륭 24년)→황귀비(건륭 30년)→황후 추존(건륭 60년, 가경제 생모 자격)
27. ↑  귀인(貴人, 건륭 10년)→경빈(慶嬪, 건륭 10년)→경비(慶妃, 건륭 14년)→경귀비(慶貴妃,건륭 33년)→황귀비 추증(가경제 즉위 후)
28. ↑  측복진(側福晉)→귀비(貴妃, 가경 원년)→황귀비(가경 2년)→황후(가경 6년) 책봉
29. ↑  측복진(側福晉)→함비(諴妃, 가경 원년)→귀비(貴妃, 가경 13년)→황귀비 봉숭(도광 즉위년)
30. ↑  귀인(貴人, 가경 초년)→여빈(如嬪, 가경 10년)→여비(如妃, 가경 15년)→귀비(貴妃, 도광 즉위년)→황귀비(도광 26년)
31. ↑  귀인(貴人, 도광 즉위년)→전빈(全嬪, 도광 2년)→전비(全妃, 도광 3년)→전귀비(全貴妃, 도광 5년)→황귀비(도광 13년)→황후 책립(도광 14년)
32. ↑  귀인(貴人, 도광 즉위년)→정빈(靜嬪, 도광 6년)→정비(靜妃, 도광 7년)→정귀비(靜貴妃, 도광 14년)→황귀비(皇貴妃, 도광 21년)→황귀태비(康慈皇貴太妃) 존숭(함풍 즉위년)→사망 직전 황태후로 특진(함풍 5년)→사후 황후 추존(함풍 5년)
33. ↑  귀인(貴人, 도광 15~16년)→재인(才人)으로 강봉(도광 17년)→귀인 복위(도광 19년)→임빈(琳嬪, 도광 20년)→임비(琳妃, 도광 22년)→임귀비(琳貴妃, 도광 26년)→임귀태비 존숭(함풍 즉위년)→황귀태비 존숭(동치 즉위년)→사후 황귀비 추시(동치 5년)
34. ↑  귀인(貴人, 함풍 2년)→빈(嬪, 함풍 4년)→비(妃, 함풍 5년)→황귀비(皇貴妃, 함풍 11년)→황귀태비(皇貴太妃, 광서 즉위년)
35. ↑  귀인(貴人, 함풍 2년)→빈(嬪, 함풍 4년)→비(妃, 함풍 6년)→귀비(貴妃, 함풍 7년)→황귀태비(皇貴太妃, 광서 즉위년)→황태후(皇太后, 광서 즉위년)→태황태후(太皇太后, 선통 즉위년, 선통제 즉위날)→사후 황후 추존
36. ↑  빈(嬪, 함풍 8년)→비(妃, 동치 즉위년)→귀비 봉숭(광서 즉위년)→황귀태비 봉숭(선통 즉위년)→사후 황귀비 추시(선통 2년)
37. ↑  혜비(慧妃, 동치 11년)→황귀비(皇貴妃, 동치 13년)→(敦宜皇贵妃) 봉숭(광서 즉위년)→敦宜荣庆皇贵妃(광서 20년)
38. ↑  순빈(珣嬪, 동치 11년)→순비(珣妃, 동치 13년)→귀비(貴妃) 봉숭(광서 20년)→황귀비(皇貴妃) 봉숭(선통 즉위년)
39. ↑  유빈(瑜嬪, 동치 11년)→유비(瑜妃, 동치 13년)→귀비(貴妃) 봉숭(광서 20년)→황귀비(皇貴妃) 봉숭(선통 즉위년)
40. ↑  귀인(貴人, 동치 11년)→진빈(瑨嬪, 동치 13년)→진비(瑨妃, 광서 21년)→귀비(광서 21년)→황귀비 봉숭(1913년)
41. ↑  진빈(珍嬪, 광서 15년)→진비(珍妃, 광서 20년 1월)→귀인 강봉(광서 20년 10월)→진비 복위(광서 21년)→황귀비(皇貴妃) 추증(선통 즉위년)
42. ↑  근빈(瑾嬪, 광서 14년)→근비(瑾妃, 광서 20년)→귀인 강봉(광서 20년)→근비(瑾妃) 복위(광서 22년)→귀비(瑾貴妃, 광서 34년)→황귀비(端康皇貴妃) 봉숭(1913년)→황귀태비(端康皇貴太妃) 봉숭(1922년)
43. ↑  궁빈(宫嬪, 사덕 원년) → 2품 근비(勤妃, 사덕 3년) → 1품 순비(純妃, 사덕 13년) → 1품 충비(忠妃, 사덕 14년) → 황귀비 책봉(사덕 23년) → 1품 충비로 강등(사득 35년) → 황태후
(육덕 원년) → 태황태후(동경 원년) → 려천영황후 추존
44. ↑   견강군공부인(堅江郡公夫人, 사덕 34년) → 황귀비 책봉(동경 원년) → 황태후(계정 원년) → 태황태후(보대 8년) → 보천순황후 추존
45. ↑  입궁으로 3품 무빈(懋嬪) 책봉(성태 5년) → 황귀비(성태 9년)
46. ↑  나인→상궁→승은상궁(고종 22년)→귀인(고종 34년)→순빈(淳嬪, 광무 4년/고종 37년)→순비(淳妃, 광무 5년/고종 38년)→황귀비(광무 7년/고종 40년)